# Doc Shepherd
George Doc Shepherd (Bromley, Londen, 13 mei 1900 - Cambridge, oktober 1986) was een Britse autocoureur. Hij ging in 1958 het eerste kampioenschap van het British Saloon Car Championship in met een klasse A Austin A35, waar hij als vierde eindigde op punten en als tweede in zijn klasse. In 1959 eindigde hij als tweede in het kampioenschap in een Austin A40. Hij werd een jaar later in 1960 de BSCC-kampioen voor het Don Moore Racing Team.

## British Saloon Car Championship

### British Saloon Car Championship-resultaten
| Jaar | Team             | Auto                 | Klasse | 1     | 2     | 3     | 4       | 5       | 6       | 7       | 8       | 9     | 10  | 11  | DC | Pts | Klasse |
| ---- | ---------------- | -------------------- | ------ | ----- | ----- | ----- | ------- | ------- | ------- | ------- | ------- | ----- | --- | --- | -- | --- | ------ |
| 1958 | Team Speedwell   | Austin A35           | A      | BRH 2 | BRH 2 | MAL 2 | BRH 2   | BRH Ret | CRY 3   | BRH 2   | BRH 1   | BRH 1 |     |     | 4  | 41  | 2      |
| 1959 | -                | Austin A40           | A      | GOO 1 | AIN 1 | SIL 1 | GOO 2   | SNE 1   | BRH Ret | BRH Ret |         |       |     |     | 2  | 42  | 1      |
| 1960 | Don Moore Racing | Austin A40           | 1000cc | BRH 1 | SNE 1 | MAL 1 | OUL Ret | SNE 1   | BRH 1   | BRH 1   | BRH Ret |       |     |     | 1  | 48  | N/A    |
| 1961 | -                | Austin Mini Seven    | A      | SNE 1 | GOO 6 | AIN 6 | SIL Ret | CRY     | SIL Ret | BRH     | OUL     | SNE   |     |     | 11 | 18  | 4      |
| 1963 | -                | Morris Mini Cooper S | A      | SNE   | OUL   | GOO   | AIN 9   | SIL     | CRY     | SIL     | BRH     | BRH   | OUL | SNE | NC | 0   | NC     |